# Quadruple play
Le quadruple play est, dans l'industrie des télécommunications, une offre commerciale dans laquelle un opérateur propose à ses abonnés (à l'ADSL, au câble, ou plus récemment à la fibre optique) un ensemble de quatre services dans le cadre d'un contrat unique :
•  l'accès à l'Internet à haut voire très haut débit ;
•  la téléphonie fixe (de nos jours le plus souvent sous forme de voix sur IP) ;
•  la télévision (télévision par ADSL ou télévision par câble) avec parfois des services de vidéo à la demande ;
•  la téléphonie mobile (de nos jours le plus souvent sous forme de voix, mais aussi l'accès à Internet).
Ce service est fourni au moyen de set-top box spécifiques, les box via la ligne filaire téléphonique, et les liaisons hertziennes (2G : GSM, GPRS, EDGE ; 3G : UMTS ; 4G : LTE, etc.) ou de proximité (Wifi, Wimax, ...) pour la téléphonie mobile.